# Championnat d'Autriche féminin de football
Le Championnat d'Autriche de football féminin (en allemand : ÖFB-Frauenliga) est une compétition de football féminin réunissant les meilleurs clubs d'Autriche.

## Palmarès

### ÖDU Damenfußballklubmeisterschaft
| Saison | Champion           |
| ------ | ------------------ |
| 1936   | DFC Austria Vienne |
| 1937   | DFC Austria Vienne |

### WFV
| Saison  | Champion             | Vice-champion         |
| ------- | -------------------- | --------------------- |
| 1972/73 | Favoritner AC        | USC Landhaus Vienne   |
| 1973/74 | USC Landhaus Vienne  | ESV Ostbahn XI Vienne |
| 1974/75 | KSV Ankerbrot Vienne | USC Landhaus Vienne   |
| 1975/76 | USC Landhaus Vienne  | ESV Ostbahn XI Vienne |
| 1976/77 | SV Elektra Vienne    | USC Landhaus Vienne   |
| 1977/88 | USC Landhaus Vienne  | SV Elektra Vienne     |
| 1978/79 | SV Elektra Vienne    | ESV Ostbahn IX Vienne |
| 1979/80 | SV Elektra Vienne    | ESV Ostbahn XI Vienne |
| 1980/81 | USC Landhaus Vienne  | ESV Ostbahn XI Vienne |
| 1981/82 | USC Landhaus Vienne  | ESV Ostbahn XI Vienne |

### ÖFB Frauen Bundesliga
| Saison    | Champion                                                                       | Vice-champion                                                                  |
| --------- | ------------------------------------------------------------------------------ | ------------------------------------------------------------------------------ |
| 1982-1983 | USC Landhaus Vienne                                                            | ESV Ostbahn XI Vienne                                                          |
| 1983-1984 | SV Aspern                                                                      | USC Landhaus Vienne                                                            |
| 1984-1985 | ESV Ostbahn XI Vienne                                                          | USC Landhaus Vienne                                                            |
| 1985-1986 | 1. DFC Leoben                                                                  | DFC LUV Graz                                                                   |
| 1986-1987 | 1. DFC Leoben                                                                  | Union Kleinmünchen                                                             |
| 1987-1988 | USC Landhaus Vienne                                                            | Union Kleinmünchen                                                             |
| 1988-1989 | USC Landhaus Vienne                                                            | Union Kleinmünchen                                                             |
| 1989/90   | Union Kleinmünchen                                                             | DFC Brunn am Gebirge                                                           |
| 1990/91   | Union Kleinmünchen                                                             | ESV Ostbahn XI Vienne                                                          |
| 1991/92   | Union Kleinmünchen                                                             | USC Landhaus Vienne                                                            |
| 1992/93   | Union Kleinmünchen                                                             | USC Landhaus Vienne                                                            |
| 1993/94   | Union Kleinmünchen                                                             | USC Landhaus Vienne                                                            |
| 1994/95   | USC Landhaus Vienne                                                            | Union Kleinmünchen                                                             |
| 1995/96   | Union Kleinmünchen                                                             | USC Landhaus Vienne                                                            |
| 1996/97   | USC Landhaus Vienne                                                            | Union Kleinmünchen                                                             |
| 1997/98   | Union Kleinmünchen                                                             | USC Landhaus Vienne                                                            |
| 1998/99   | Union Kleinmünchen                                                             | SV Neulengbach                                                                 |
| 1999/00   | USC Landhaus Vienne                                                            | Union Kleinmünchen                                                             |
| 2000/01   | USC Landhaus Vienne                                                            | SV Neulengbach                                                                 |
| 2001/02   | Innsbrucker AC                                                                 | SV Neulengbach                                                                 |
| 2002/03   | SV Neulengbach                                                                 | Innsbrucker AC                                                                 |
| 2003/04   | SV Neulengbach                                                                 | USC Landhaus Vienne                                                            |
| 2004/05   | SV Neulengbach                                                                 | Union Kleinmünchen                                                             |
| 2005/06   | SV Neulengbach                                                                 | USC Landhaus Vienne                                                            |
| 2006/07   | SV Neulengbach                                                                 | DFC LUV Graz                                                                   |
| 2007/08   | SV Neulengbach                                                                 | FC Wacker Innsbruck                                                            |
| 2008/09   | SV Neulengbach                                                                 | FC Wacker Innsbruck                                                            |
| 2009/10   | SV Neulengbach                                                                 | FC Wacker Innsbruck                                                            |
| 2010/11   | SV Neulengbach                                                                 | FC Südburgenland                                                               |
| 2011/12   | SV Neulengbach                                                                 | ASV Spratzern                                                                  |
| 2012/13   | SV Neulengbach                                                                 | ASV Spratzern                                                                  |
| 2013/14   | SV Neulengbach                                                                 | FSK Sankt Pölten-Spratzern                                                     |
| 2014/15   | FSK Sankt Pölten-Spratzern                                                     | SV Neulengbach                                                                 |
| 2015/16   | FSK Sankt Pölten-Spratzern                                                     | Sturm Graz                                                                     |
| 2016/17   | FSK Sankt Pölten                                                               | Sturm Graz                                                                     |
| 2017/18   | FSK Sankt Pölten                                                               | USC Landhaus Vienne                                                            |
| 2017/18   | FSK Sankt Pölten                                                               | Sturm Graz                                                                     |
| 2018/19   | FSK Sankt Pölten                                                               | Sturm Graz                                                                     |
| 2019-2020 | Compétition arrêtée en raison de la pandémie de Covid-19 ; titre non attribué. | Compétition arrêtée en raison de la pandémie de Covid-19 ; titre non attribué. |
| 2020-2021 | Sankt Pölten                                                                   | SG Austria Vienne/USC Landhaus                                                 |
| 2021-2022 | Sankt Pölten                                                                   | Sturm Graz                                                                     |
| 2022-2023 | Sankt Pölten                                                                   | Sturm Graz                                                                     |
| 2023-2024 | Sankt Pölten                                                                   | First Vienna FC 1894                                                           |
| 2024-2025 | Sankt Pölten                                                                   | Austria Vienne                                                                 |

## Bilan par clubs
| Club                                                                                  | Titres |
| ------------------------------------------------------------------------------------- | ------ |
| SV Neulengbach, USC Landhaus Vienne                                                   | 12     |
| Sankt Pölten                                                                          | 10     |
| Union Kleinmünchen                                                                    | 8      |
| SV Elektra Vienne                                                                     | 3      |
| 1. DFC Leoben, DFC Austria Vienne                                                     | 2      |
| SV Aspern, ESV Ostbahn XI Vienne, Innsbrucker AC, KSV Ankerbrot Vienne, Favoritner AC | 1      |